# Yuki-Onna
Yuki-Onna (”Snökvinnan”) är i japansk mytologi ett naturväsen som lockar män med sin skönhet men leder dem in i döden. Det sägs att hennes andedräkt gör allt till is.